# Жолтовский, Иван Владиславович
Ива́н Владисла́вович Жолто́вский (бел. Іван Жалтоўскі); 15 [27] ноября 1867, Плотница, Минская губерния — 16 июля 1959[…], Москва) — белорусский и советский архитектор, художник и педагог, крупнейший представитель ретроспективизма в советской архитектуре. Академик архитектуры ИАХ, действительный член Академии архитектуры СССР, доктор архитектуры, почётный член-корреспондент RIBA. Состоялся как мастер неоренессанса и неоклассицизма в дореволюционный период, в советское время был одним из старейшин советской архитектурной школы. Начав творческую карьеру в период позднего историзма в 1890-х годах, дожил до начала эпохи типового крупнопанельного домостроения 1950-х. Заслуженный деятель искусств РСФСР (1932). Заслуженный деятель искусств Белорусской ССР.

## Биография

### Деятельность до 1917 года
Родился в Плотнице Пинского уезда Минской губернии в дворянской католической семье. Отец — Владислав Янович Жолтовский (1832—1870), мать — Ядвига Апполинаровна (Савицкая). Получив домашнее воспитание, поступил в Пинское реальное училище. В 1879 году, вероятно, в связи с переездом семьи, продолжил образование в Астраханском реальном училище, которое окончил в 1886 году.
В 1887 году поступил в Императорскую Академию художеств в Санкт-Петербурге, где пробыл в общей сложности 11 лет. В академический период много работал на постройках старших коллег в качестве чертёжника и т. п. В частности, в 1891—1892 годах принимал участие в строительстве объектов Феодосийской железной дороги в Крыму, занимался внутренним убранством императорского дворца в Беловеже, строившегося по проекту придворного архитектора Николая Рошефора. Кроме того, во второй половине 1890-х годов и начале 1900-х активно участвовал в архитектурных конкурсах, совместно со Стефаном Галензовским, Георгием Косяковым, Леонидом Браиловским.
Практическая работа на постройках отнимала время от учёбы, поэтому Жолтовский неоднократно отчислялся из Академии за неуспеваемость. После реформы учебного заведения в 1894 году были организованы «авторские» мастерские профессоров-руководителей. Жолтовский по собственному выбору поступил в мастерскую Антония Томишко на правах вольнослушателя, где успешно выполнил в 1898 году программу «Народный дом» на звание художника-архитектора. Однако диплома об окончании Высшего художественного училища при ИАХ не получил, так как имел задолженности по техническим дисциплинам.

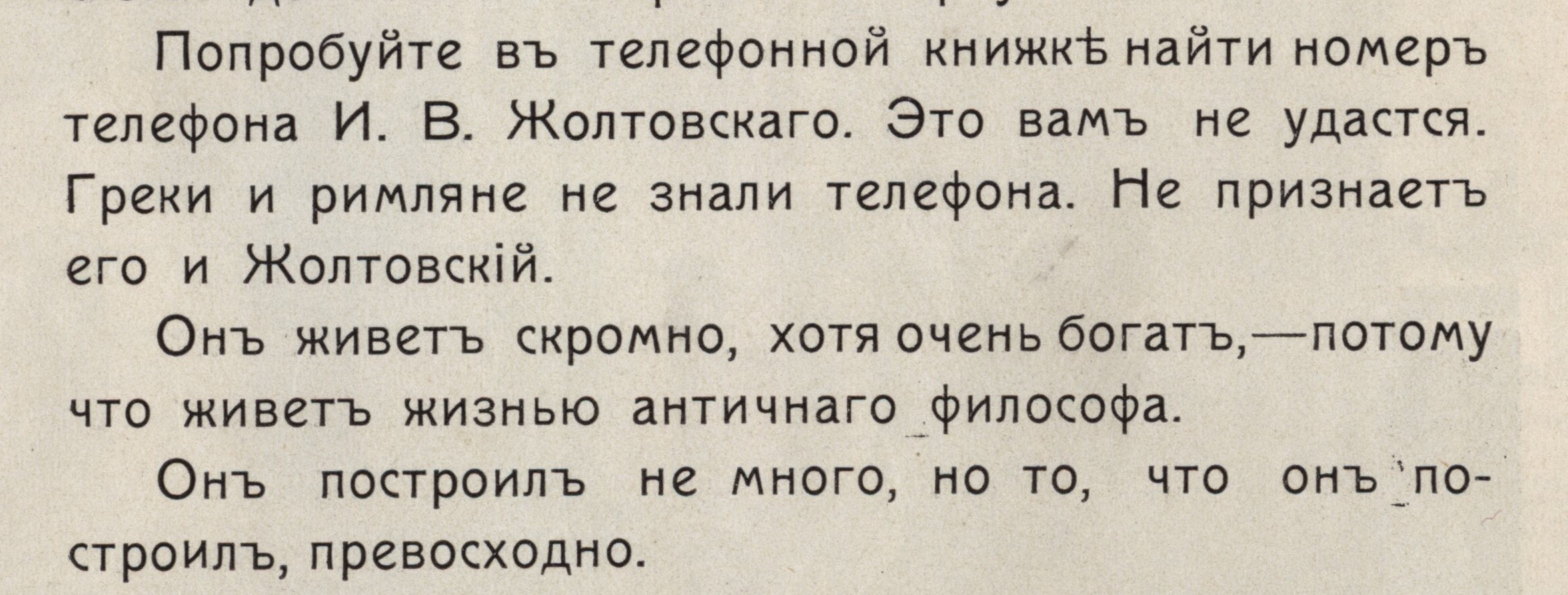
Из очерка об И. В. Жолтовском в ежегоднике «Архитектурная Москва» (Вып. 1. М., 1911. С. 8)

Заручившись выписанным в Академии свидетельством о праве преподавать рисование в средних учебных заведениях, направился в Москву, где в конце 1900 года поступил в штат Строгановского училища. Одновременно вошёл в состав Технического надзора по постройке гостиницы «Метрополь». В 1901 году составил ряд проектов убранства интерьеров гостиницы в стилистике, близкой к модерну и боз-ару. Несмотря на версию о гибели интерьеров Жолтовского при пожаре в декабре 1901 года, есть основания считать, что отделка по этим проектам не была осуществлена вовсе.
По крайней мере, с 1902 года совершал ежегодные поездки в Италию, внимательно изучая архитектурное наследие античности и Ренессанса. Наибольший интерес проявлял к постройкам Андреа Палладио, в которых видел образцы для своей творческой практики.
Первой самостоятельной постройкой Жолтовского стал дом Скакового общества на Скаковой улице (1903—1905). Выиграв конкурс, Жолтовский кардинально переработал свой проект, изменив стиль будущей постройки с викторианской неоготики на неоклассицизм.

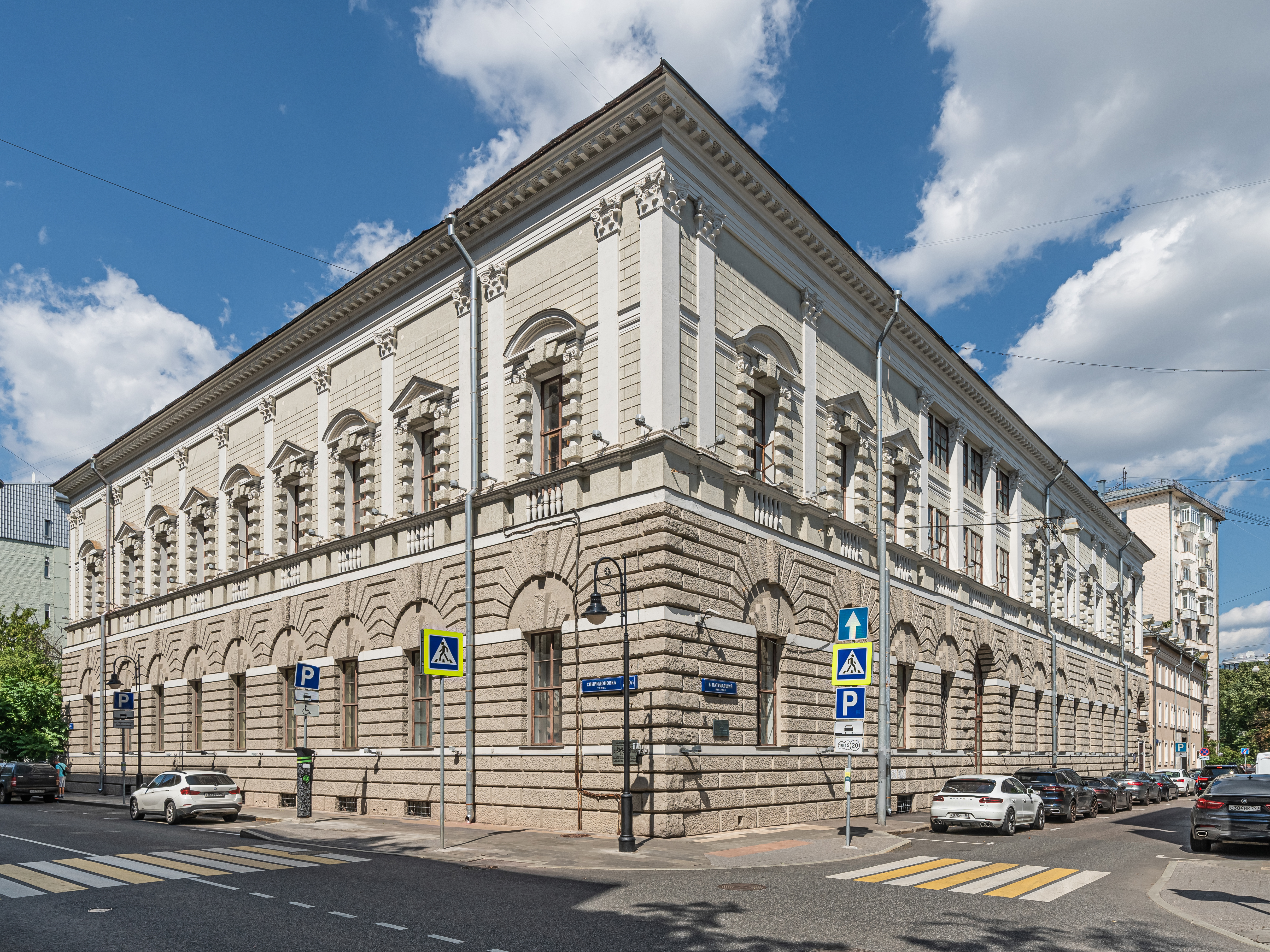
Дом Тарасова, 1909—1912

К дореволюционному периоду относятся усадебные постройки в подмосковных Липовке (Липки-Алексеевское), Щурове и Бережках, дом и конюшни в Лубенькине на озере Удомля в Тверской губернии, дома для служащих в Бонячках Костромской губернии (ныне Вичуга Ивановской области), Дом Тарасова в Москве, реконструкции особняков на Введенской площади и в Мёртвом (ныне Пречистенском) переулке, дома для рабочих завода АМО.
Произведения Жолтовского цитировали и интерпретировали прототипы. Так, дом Тарасова на Спиридоновке содержит цитату фасада палаццо Тьене в Виченце, но пропорции заимствованы Жолтовским из Палаццо Дожей в Венеции.
26 октября (8 ноября) 1909 года избран академиком архитектуры «принимая во внимание известности <…> на художественном поприще». Однако попытка Жолтовского в 1914 году влиться в штат педагогов ВХУ оказалась неудачной: большинство профессоров высказалось против.
В 1910-х годах вместе с Игорем Грабарём и Иваном Рыльским входил в городское жюри, которое проводило в Москве «конкурсы красоты фасадов».

### Деятельность после 1917 года

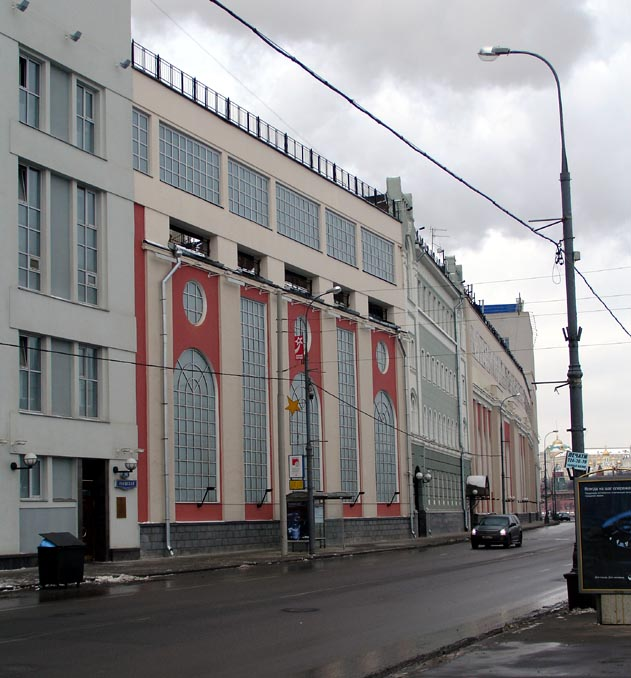
Центральная тепловая электростанция МОГЭС на Раушской набережной, 1927

После революции 1917 года карьера Жолтовского произвела большой скачок: он, по сути, возглавил всю архитектурную деятельность в стране, заняв должность руководителя архитектурного подотдела в отделе ИЗО Наркомпроса. Сохранилась записка главы наркомата Анатолия Луначарского, лично рекомендовавшего его Владимиру Ленину как авторитетнейшего эксперта по архитектуре и градостроительству. В условиях Гражданской войны и экономической разрухи деятельность подотдела Жолтовского сосредоточилась в «идеологической» разработке проектов общественных зданий, а также в просветительской работе. В частности, по личной инициативе Жолтовского в 1919 году были переведены по крайней мере два труда Андреа Палладио. Русский перевод «Древностей Рима» остался неопубликованным, а трактат «Четыре книги об архитектуре» был издан в 1936 году в серии «Классики теории архитектуры» Всесоюзной академией архитектуры под редакцией Александра Габричевского и с указанием Жолтовского как переводчика. В результате архивных изысканий удалось выяснить, что в действительности переводы были осуществлены Елизаветой Рябушинской — художницей и представительницей знаменитого клана промышленников и банкиров. По-видимому, заказ ей переводов был со стороны Жолтовского актом материальной поддержки, но попутно решал важную для него задачу популяризации наследия Палладио в России.
С 1920 года преподавал во ВХУТЕМАСе. Среди его учеников этого периода — знаменитые советские архитекторы Илья Голосов, Пантелеймон Голосов, Константин Мельников.
В 1918—1923 годах вместе с Алексеем Щусевым занимался планом развития новой столицы советского государства «Новая Москва». По их замыслу, Москва должна была «рассредоточиться» при помощи городов-садов, в первую очередь, в северо-западном направлении. Планировалась застройка города неоклассическими зданиями. План реализован не был, как и остальные проекты тех времён.
В 1923 году разработал генеральный план Всероссийской сельскохозяйственной выставки и спроектировал на ней павильон «Машиностроение». В том же году Жолтовскому выделяют дом-усадьбу № 6 по Вознесенскому переулку, в котором ранее жили поэты Сумароков и Баратынский. В этом доме Жолтовский прожил до самой смерти. Здесь же была организована мастерская архитектора. Жолтовский бережно сохранил интерьеры и гризайльную роспись потолков особняка. Гризайль был уничтожен в 1959 году, после смерти архитектора, когда кабинет Баратынского-Жолтовского было решено превратить в читальный зал архива города.
В конце 1923 года, согласно официальной биографии, был командирован в Италию. По неизвестным причинам вскоре после этого лишен звания академика РАХН. Помимо пребывания в Италии ненадолго вернулся на родину в Пинск (на тот момент находившийся в составе Польши), где надстроил на два яруса колокольню Вознесенского собора. Вернулся в СССР в 1926 году, в декабре был снова утвержден академиком РАХН.
В 1930-е годы работал в городе-курорте Сочи. Его авторству принадлежит здание Сочинского художественного музея, Ривьерский мост, насосная станция в Новой Мацесте и больница моряков.

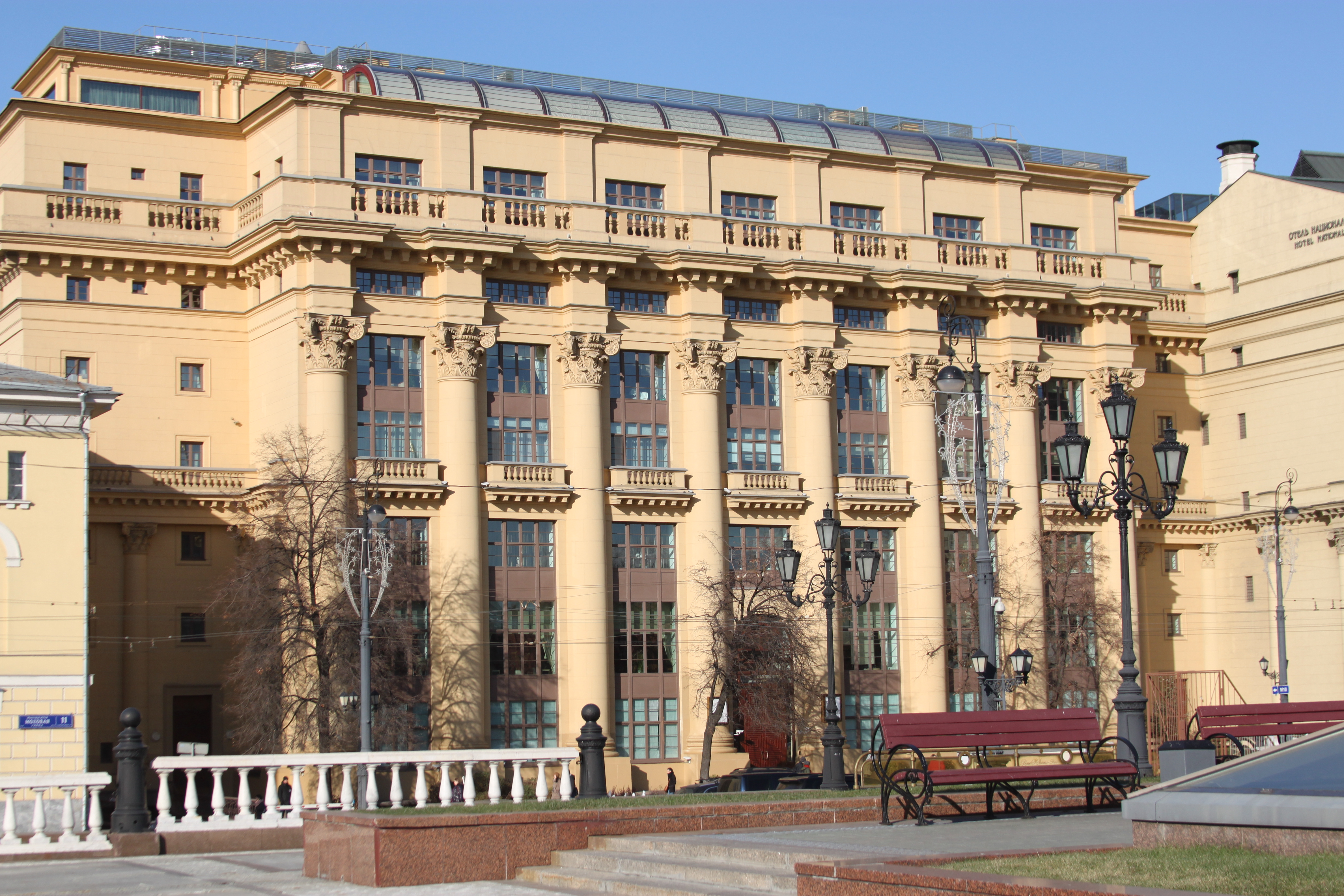
Дом Жолтовского на Моховой, 1931—1935

В 1932 году Жолтовскому присвоено звание Заслуженного деятеля искусства РСФСР. В это время он был занят проектированием и строительством жилого дома на Моховой улице в Москве. Алексей Щусев по поводу построенного Жолтовским Дома на Моховой высказался следующим образом: «Я считаю, что даже в Европе трудно найти мастера, который так тонко понял бы классику. Эта постройка является большим завоеванием современной архитектуры».
По воспоминаниям вдовы Виктора Веснина Жолтовский в 1941 году якобы высказывал пораженческие настроения: «Не всё ли нам равно, будем мы работать для немцев или для русских…».
В 1945 году, после окончания Великой Отечественной войны, постановлением Правительства была создана Архитектурная мастерская-школа академика архитектуры И. В. Жолтовского. Среди работ мастерской данного периода наиболее значительные работы:
- Пристройка Зала приёмов и Конференц-зала к особняку МИДа на Спиридоновке (архитекторы М. О. Барщ, Г. А. Захаров, Ю. Н. Шевердяев).
- Застройка Центральной площади в Калуге.
- Застройка района Перово в Москве.
- Проект Генерального плана и застройки города Сочи.
- План застройки подмосковных посёлков Железнодорожный и Крюково.

Было также завершёно строительство начатых до войны в Москве жилых домов на Смоленской пощади и Ленинском проспекте, и построен жилой дом на Ярославском шоссе.
В доме на Смоленской, который известен как «Дом с башенкой», мастер снова обращается к излюбленной итальянской теме. Дом представляет собой укрупнённый вариант палладианского палаццо, а башенка откровенно цитирует колокольню Сан-Марко в Венеции — особенно верхний ярус с аркадой. Подъезды получили эффектное оформление: имитацию дубовых потолков, гризайль на колоннах, роспись на тему пушкинских героев из сказки «Руслан и Людмила», ниши ложных каминов. Внутри подъезда — дата постройки (1949), обозначенная римскими цифрами. В оформлении каминов участвуют — что характерно для послевоенной сталинской архитектуры — гирлянды из фруктов, а также мальчики-путти. Невинный мотив веселящихся младенцев выглядел скандально в глазах советского официоза того времени.

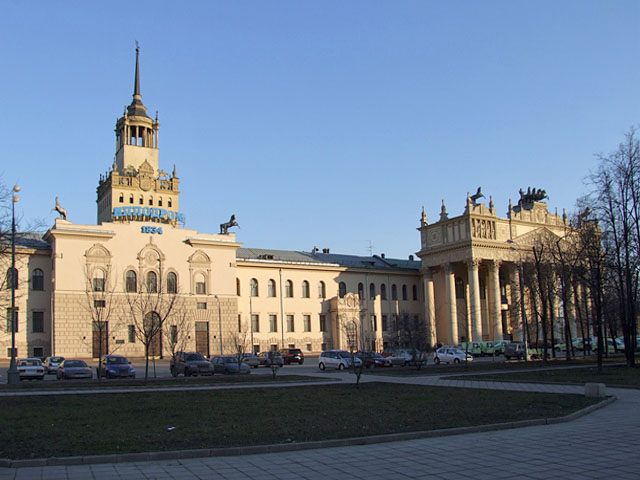
Беговая беседка — здание Московского ипподрома, 1950—1955

В конце 1940-х годов Мастерская-школа Жолтовского, на фоне общего наступления руководства страны на искусство, начатого статьями А. А. Жданова в общесоюзных журналах «Звезда» и «Ленинград», была обвинёна в космополитизме. Из Мастерской были изгнаны М. Барщ и Г. А. Захаров.
В 1949 году за проект жилого дома на Ленинском проспекте Жолтовский получает Сталинскую премию в области архитектуры. Список Сталинских лауреатов утверждал лично И. В. Сталин, поэтому с 1950 года гонения со стороны партийного руководства на Архитектурную школу Жолтовского прекратились.

«Лицо у него всегда было постное, беспристрастное, морщинистое, мы его за глаза называли папой римским»— Никита Хрущёв
В 1950—1952 годах мастерская Жолтовского осуществила реконструкцию и перестройку Главного здания (Беговой беседки) Московского ипподрома, построенного в 1889—1894 годах по проекту архитекторов И. Т. Барютина и С. Ф. Кулагина.
В 1952—1954 годах мастерская-школа Жолтовского участвовала в Первом Всесоюзном конкурсе крупнопанельных жилых домов, для которого разработала шесть проектов различной этажности и конфигурации. Их характерная особенность состояла в сосредоточении всех нестандартных элементов в нижнем и верхнем ярусах зданий; были также впервые предложены открытые стыки панелей.
Профсоюзный санаторий имени ХХ съезда КПСС был построен в 1956 году по проекту академика И. В. Жолтовского в Евпатории. Расположен в центральной части курортного района города, в 500 м от моря (ул. Кирова, 64).

Семейное захоронение Жолтовских на Новодевичьем кладбище

Похоронен на Новодевичьем кладбище (памятник — архитекторы П. И. Скокан, Г. Михайловская и Н. П. Сукоян, по проекту самого И. Жолтовского — он проектировал его на могилу А. Неждановой, но не успел осуществить). На стене дома № 6 в Вознесенском переулке, где с 1926 года и до своей смерти в 1959 году жил и работал Жолтовский, находится мемориальная доска.

## Реализованные архитектурные работы
- 1903 — Дом скакового общества в Москве, Скаковая аллея, дом 7.
- 1909—1912 — Дом Г. А. Тарасова на Спиридоновке в Москве.
- 1910-1912 — Больница, ясли, посёлок для служащих «Товарищества мануфактур Ивана Коновалова с сыном» в Вичуге; совместно с В. Д. Адамовичем.
- 1923 — Постройки первой ВСХВ в Москве.
- 1926—1927 — Центральная тепловая электростанция ГЭС-1 на Раушской набережной в Москве.
- 1927—1929 — Два боковых крыла здания Госбанка на Неглинной улице в Москве.
- 1920-е годы — Надстройка колокольни Кафедрального костёла в Пинске.
- 1923 — Павильон сельскохозяйственного машиностроения «Шестигранник» (бывший павильон «Механизация» на Первой сельскохозяйственной выставке в 1923 году; совместно с В. Д. Кокориным и М. П. Парусниковым в Парке Горького в Москве. Современный владелец — Центр современной культуры «Гараж»
- 1927—1932 — Дом правительства Дагестана, ныне — Дагестанский государственный аграрный университет в Махачкале.
- 1931 — Памятник Степану Шаумяну в Ереване.
- 1932—1934 — Дом на Моховой в Москве.

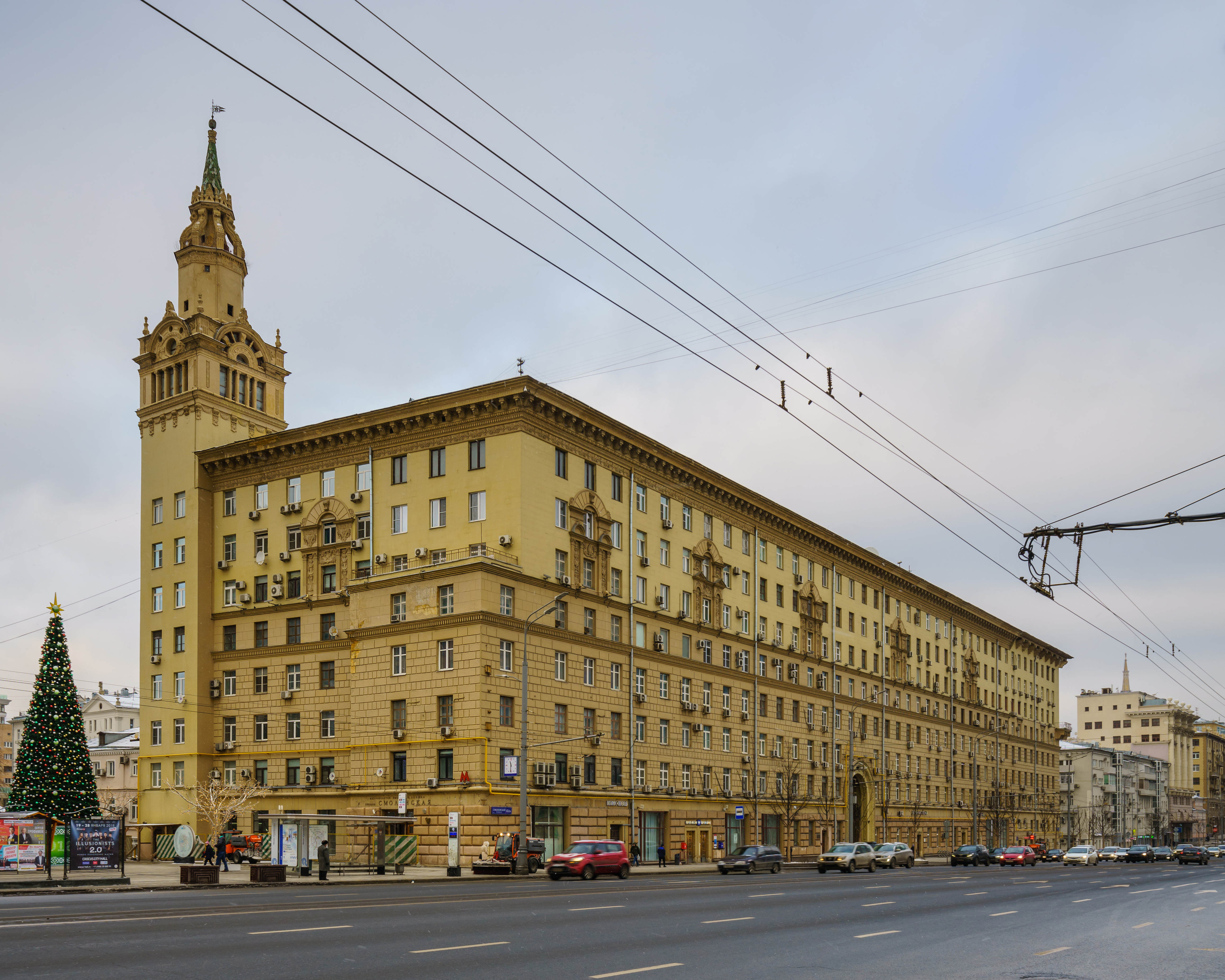
Дом работников НКВД на Смоленской площади, 1956

- 1939—1956 — Дом работников НКВД на Смоленской площади в Москве.
- 1940—1949 — Дом на Калужской улице (Ленинском проспекте) в Москве.
- 1950—1955 — Здание и трибуны Московского ипподрома.
- 1951 — Здание Института Горного Дела в Москве. (Ныне улица Вавилова, 32. Институт молекулярной биологии имени В. А. Энгельгардта РАН.)
- 1953 — Здание областной администрации Коммунистической партии Ферганской области.
- 1954 — Школа № 1 имени А. С. Макаренко в Орске; по этому проекту были построены ещё две школы в Харькове и Москве.
- 1955 — Жилой дом в Москве, Рижский проезд, дом 3.

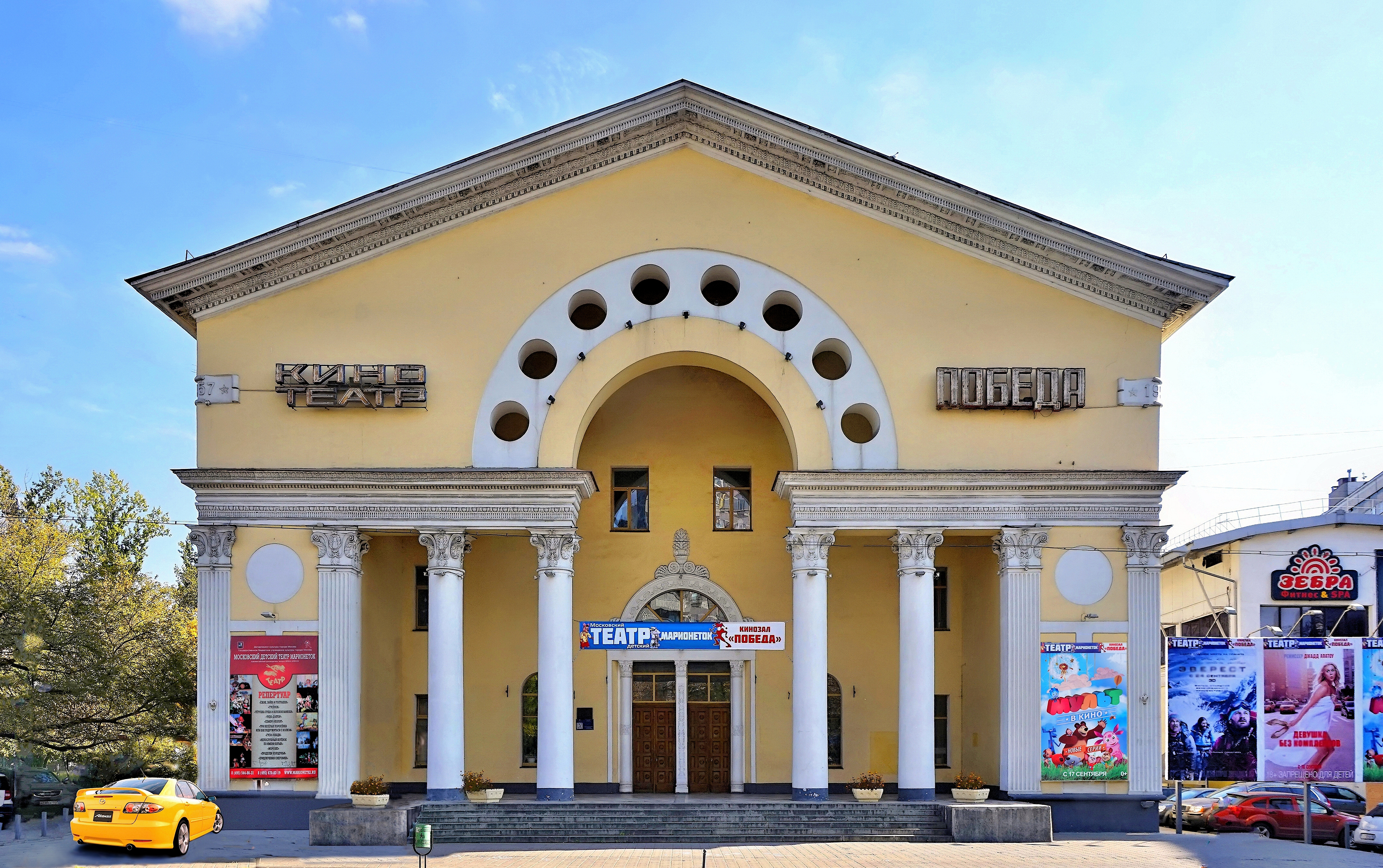
Кинотеатр «Победа» на Абельмановской улице, 1957

- 1955 — Кинотеатр «Слава» в Москве на шоссе Энтузиастов (здание сгорело в 2006 году; в 2024 году  - всё ещё на реставрации). По этому же проекту, ставшему типовым, в Москве построено ещё два кинотеатра: «Буревестник» (Ул. Коровий вал) и «Победа» на Абельмановской улице[25].
- 1956 — Санаторий имени XX съезда КПСС (сейчас «Таврида») в Евпатории[26].
- 1956 — Кинотеатр «Россия» в Североморске, улица Душенова, дом 10А. Совместно с Е. В. Пантелеймоновым и Т. Н. Шашковой.
- 1957 — Кинотеатр «Комсомолец» в Череповце, улица Максима Горького, 22А.
- 1957 — Дом Высшего совета народного хозяйства (ВСНХ) на Проспекте Мира в Москве. Близнец дома в Рижском проезде, дом 3.
- 1958 — Здание МГХПУ имени С. Г. Строганова на Волоколамском шоссе в Москве.
- 1963 — Санаторий «Горный» в Ливадии, Большая Ялта, Крым. Совместно с П. И. Скоканом[27]
- Административное здание в Сочи.

## Семья
Был трижды официально женат.
С первой супругой, Амалией Константиновной Смаровской, обвенчался в 1900 году в церкви Св. Екатерины. Брак был неудачным, был расторгнут в 1921 году.
В 1922 году женился во второй раз на Вере Алексеевне Жолтовской, судьба этого брака загадочна.
В 1929 году женился в третий раз на Ольге Фёдоровне Аренской (Пушечниковой). Детей не имел.
Версия о браке Жолтовского с Елизаветой Павловной Рябушинской в 1910-х годах не имеет документальных подтверждений (как официальный он вообще был невозможен ввиду наличия у Жолтовского не расторгнутого первого брака).

## Награды и премии
- Заслуженный деятель искусства и техники РСФСР (1932)
- Заслуженный деятель искусств Белорусской ССР
- Сталинская премия второй степени (1950) — за архитектуру жилого дома № 11 по улице Калужской в Москве
- Орден Ленина
- Орден Трудового Красного Знамени (26.11.1942 и 27.11.1952[30])
- Медаль «За оборону Москвы» (1944)[31]

Действительный член Академии архитектуры СССР.

## Память
- Проспект Жолтовского в Пинске, Беларусь
- Улица Жолтовского в Прокопьевске, Кемеровская область, Россия (с 1964)
- Улица Жолтовского в Москве на Патриарших прудах (Ермолаевский переулок был переименован в 1961 году, в 1994 году ему возвращено первоначальное название)[23].
- Мемориальная доска И. В. Жолтовскому в Москве, Вознесенский переулок, 6/3 (скульптор — Н. Никогосян[32]).
- Медаль имени Ивана Владиславовича Жолтовского «За выдающийся вклад в архитектурное образование»; учреждена в 2008 Союзом архитекторов России
- Художественный маркированный конверт (2017)
- Иллюстрация работ И. В. Жолтовского на стене в Средней школе № 18 г. Пинска, Беларусь

## Ученики
Г. Гольц, М. Парусников, И. Соболев, Е. Розенблюм, С. Кожин, В. Кокорин, скульпторы И. Шадр, С. Конёнков, С. Меркуров. В начале 1930-х годов во вновь организованной Первой мастерской Моссовета под его руководством работали А. Власов, М. Барщ, М. Синявский, Г. Зундблат, Е. Иохелес, К. Афанасьев, В. Колонна, П. Ревякин, Н. Рипинский и др. В аспирантуре Академии архитектуры — Л. Н. Павлов.